# Гордейчики
Горде́йчики (бел. Гардзейчыкі) — деревня в Барановичском районе Брестской области Белоруссии. Входит в состав Жемчужненского сельсовета. Население — 8 человек (2023).

## География
Расположена в 24 км по автодорогам к западу от центра Барановичей, на расстоянии 12 км по автодорогам к юго-западу от центра сельсовета, агрогородка Жемчужный. Невдалеке находится железнодорожная станция Полонка. Есть кладбище. К северу от деревни находятся несколько садоводческих товариществ: «Лесная поляна», «Лада», «Черёмушки», «Мечта», а также озеро Жеребиловское, которое является истоком реки Жеребиловка, левого притока реки Лохозва. К югу от деревни примыкает ландшафтный заказник «Стронга».

## История
По переписи 1897 года — деревня в составе Новомышской волости Новогрудского уезда Минской губернии, 14 дворов. В 1909 году в деревне 29 дворов. На карте 1910 года деревня указана под названием Гордзейчики.
После Рижского мирного договора 1921 года — в составе Новомышской гмины Барановичского повета Новогрудского воеводства Польши, 20 домов. С 1939 года — в составе БССР, в 1940-57 годах — в Новомышском районе Барановичской, с 1954 года Брестской области. Затем — в Барановичском районе. С конца июня 1941 года до 9 июля 1944 года оккупирована немецко-фашистскими войсками.

## Население
По состоянию на 1 января 2023 года в деревне проживало 8 человек в 6 хозяйствах, в том числе 0 моложе трудоспособного возраста, 5 — в трудоспособном возрасте и 3 — старше трудоспособного возраста.
| Численность населения (по переписи) | Численность населения (по переписи) | Численность населения (по переписи) | Численность населения (по переписи) | Численность населения (по переписи) | Численность населения (по переписи) | Численность населения (по переписи) | Численность населения (по переписи) | Численность населения (по переписи) |
| 1897                                | 1909                                | 1921                                | 1939                                | 1959                                | 1970                                | 1999                                | 2009                                | 2019                                |
| ----------------------------------- | ----------------------------------- | ----------------------------------- | ----------------------------------- | ----------------------------------- | ----------------------------------- | ----------------------------------- | ----------------------------------- | ----------------------------------- |
| 143                                 | ↗255                                | ↘87                                 | ↗130                                | ↘101                                | ↘73                                 | ↘17                                 | ↘13                                 | ↘6                                  |